# Альваро Месен
Альваро Месен (ісп. Álvaro Mesén, нар. 24 грудня 1972, Алахуела) — костариканський футболіст, що грав на позиції воротаря.
Виступав, зокрема, за клуби «Алахуеленсе» та «Ліберія Міа», а також національну збірну Коста-Рики.

## Клубна кар'єра
У дорослому футболі дебютував 1991 року виступами за команду клубу «Алахуеленсе», в якій провів тринадцять сезонів, взявши участь у 207 матчах чемпіонату та відзначився 1 голом, реалізувавши пенальті в сезоні 1999/00 років. В березні 1993 року дебютував у першому дивізіоні національного чемпіонату в клубі «Кармеліта», у складі якого на правах оренди виступав з «Алахуеленсе», проти Мунісіпаль Турріальба, який завершився з рахунком 1:1. 1993 року повернувся до складу «Алахуеленсе».
Згодом з 2004 по 2007 рік грав у складі команд клубів «Ередіано» та «Брухас».
2007 року перейшов до клубу «Ліберія Міа», за який відіграв 3 сезони.  Більшість часу, проведеного у складі «Ліберія Міа», був основним голкіпером команди. Завершив професійну кар'єру футболіста виступами за команду «Ліберія Міа» у 2010 році.

## Виступи за збірну
25 листопада 1999 року дебютував у товариському матчі у складі національної збірної Коста-Рики проти Словаччини (4:0), на стадіоні «Алехандро Морера Сото». Протягом кар'єри у національній команді, яка тривала 8 років, провів у формі головної команди країни 38 матчів. Останній матч у футболці національної збірної Коста-Рики зіграв у травні 2006 року (товариський), проти Чехії
У складі збірної був учасником розіграшу Золотого кубка КОНКАКАФ 2000 року у США, чемпіонату світу 2002 року в Японії і Південній Кореї, розіграшу Золотого кубка КОНКАКАФ 2002 року у США, де разом з командою здобув «срібло», розіграшу Золотого кубка КОНКАКАФ 2003 року у США та Мексиці, розіграшу Золотого кубка КОНКАКАФ 2005 року у США, чемпіонату світу 2006 року у Німеччині, але на останньому з них не зіграв жодної хвилини.
Також став відомий завдяки своїй активній громадянській позиції, в 2001 році був призначений послом ФІФА, а на Чемпіонаті світу з футболу 2002 року підтримав Всесвітній марш проти дитячої праці.

## Після завершення кар'єри
В 2010 році завершив кар'єру, а в вересні 2012 року Месен став новим генеральним секретарем Федерації футболу Коста-Рики. Отримав ступінь магістра в галузі управління бізнесом. В лютому 2013 року залишив посаду генерального секретаря Федерації футболу Коста-Рики.

## Титули і досягнення
- Срібний призер Золотого кубка КОНКАКАФ: 2002
- Переможець Кубка центральноамериканських націй: 2003